# Арола (Асколи Пичено)
Арола (итал. Arola) насеље је у Италији у округу Асколи Пичено, региону Марке.
Према процени из 2011. у насељу је живело 103 становника. Насеље се налази на надморској висини од 705 м.